# Vickers Medium Mark I
Vickers Medium Mark I (в перекладі з англ. Віккерс, середній, модель I, також позначався, як Tank Medium Mark I, Medium Mark I, Medium Mk.I або просто Mk.I) — британський середній танк 1920-х років. Створений в 1922 — 1923 роках фірмою «Віккерс».
Спочатку класифікувався як легкий танк (англ. Tank Light Mark I), проте пізніше, з появою більш легких машин цієї категорії, був перекласифікований в середній.
Перший британський серійний танк з розміщенням озброєння в башті кругового обертання. Mk.I серійно вироблявся з 1923 по 1925 рік, після чого був замінений на складальних лініях розробленим на його основі танком Medium Mark II. Точна кількість випущених машин невідомо, однак, за наявними даними, всього було випущено 168 танків типу Mk.I і Mk.II, більшу частину з яких склали Mk.II. Таким чином, можна припускати, що кількість випущених танків Mk.I становить кілька десятків штук (ймовірно, близько 50). Танки Mk.I перебували на озброєнні Королівських танкових військ Великої Британії з 1924 року.
Останні танки цього типу були зняті з озброєння Великої Британії в 1938 році.

## Модифікації
- Medium Mark I — базова модифікація.
- Medium Mark IA — поліпшена модифікація, зі злегка збільшеною товщиною броні (до 8 мм у вертикальних деталях) та низкою інших невеликих змін (дещо змінена форма капота водія, кормової частини башти, тощо.).
- Medium Mark IA* — модифікація з заміною двох баштових кулеметів одним спареним з гарматою кулеметом «Віккерс», а також з новою поворотною командирською башточкою (прозвали у військах «єпископською митрою»).
- Medium Mark I CS і Medium Mark IA CS — «танк безпосередньої підтримки піхоти» із заміною 47-мм гармати на 95-мм танкову гаубицю, на базі танків Mark I і Mark IA, відповідно.
- Light Mark I Special (L) India — варіант для використання в Індії, з озброєнням башти лише з чотирьох кулеметів «Гочкіс». На відміну від інших модифікацій, не був перекласифікований в середній танк.
- Medium Mark I Wheel-and-Track — дослідний колісно-гусеничний танк, розроблений 1926 року для підвищення мобільності військ. Для забезпечення колісного ходу танк забезпечувався двома парами великих коліс в лобовій та кормовій частинах танка. Перехід з гусеничного на колісний хід здійснювався шляхом підйому танка на домкратах та опускання коліс нижче рівня гусениць. Передня колісна пара була керованою. також машина обладнувалася дещо видозміненим капотом водія. Подібним чином був перероблений та випробуваний один танк Mk.I, однак після незадовільних випробувань його знову переробили в лінійний.

## Кінематограф
- Пригоди Шерлока Холмса та доктора Ватсона: Двадцяте століття починається. 1 серія.[недоступне посилання з серпня 2019]